# Баймульдин, Абылхаир
Абылхаир Баймульдин (1909—1944) — подполковник, участник Гражданской и Великой Отечественной войны, комиссар конно-армейского полка Оперативной кавалерийской группы 29-й армии под командованием Л. М. Доватора, заместитель командира 100-й отдельной стрелковой бригады, сформированной в Алма-Ате в 1941 году, и 1-й стрелковой дивизии.

## Биография
Абылхаир Баймульдин родился в 1909 году в селе Такыр Лебяжинского района Павлодарской области. В с 1926 года по 1928 год Баймульдин проходил учебу в Семипалатинской партийно-советской школе. В 1928 году вступил в ряды ВКП(б) Казахстана и по 1931 год проработал секретарём Павлодарского районного комитета комсомола. Военную деятельность начал в 1931 году, став курсантом школы 49-го конного полка. В 1931—1933 годах участвовал в боях против басмачества. В 1939 году по заданию правительства участвовал в боях за Халхин-Гол с японскими самураями. Был награждён медалью «За отвагу» в Кремле лично Михаилом Калининым.

## Великая Отечественная война
В 1941 году окончил Московскую военно-политическую академию им. Ленина. После окончания академии был назначен комиссаром конно-армейского полка Отдельной кавалерийской группы (позже гвардейского корпуса), возглавляемого генералом Л. М. Доватором. Участвовал в боях за Москву. Зарекомендовал себя профессионалом, грамотным военачальником. В 1943 году был назначен заместителем командира 100-й отдельной стрелковой бригады в составе 3-й ударной армии Калининского фронта, а после — заместителем командира 1-й стрелковой дивизии. Воевал под Псковом. Участвовал в освобождении западных регионов Советского Союза. После освобождения Невеля был также комендантом города.
4 января 1944 года Абылхаир Баймульдин погиб. Обстоятельства гибели Баймульдина стали известны благодаря письму подполковника Я. Дубинина: «Противник, опомнившись, что потерял важный пункт на подступах к Невелю, снова рванулся в бой. В тот день разгорелись упорные бои за высоту северо-западнее города, деревню Старосемя. Противник быстро перебросил танки, артиллерию, авиацию и попытался контратаковать, но благодаря мужественному руководству Баймульдина наступление врага было отбито. Наступило короткое затишье… Шальной снаряд разорвался в двух-трех метрах от товарища Баймульдина… Оборвалась его жизнь. Мы его похоронили со всеми воинскими почестями».
Покоится на центральном воинском захоронении города Невель.

## Звания и награды
- Медаль За отвагу
- Орден Красного Знамени
- Орден Красной Звезды
- Орден Отечественной войны I степени (посмертно)

После его смерти командование 1-й стрелковой дивизии ходатайствовало о присвоении подполковнику Баймульдину звания Героя Советского Союза, однако представление по неизвестным причинам было отклонено.

## Память
В его честь названы:
- Баймульдинский сельский округ
- Село в Лебяжинском районе Павлодарской области Казахстана.
- Площадь в городе Невель[8]
- В 2014 году установлен памятник в городе Невель[6]